# Gerardo Pisarello (escritor)
Gerardo Pisarello (Saladas, Corrientes, 7 de septiembre de 1898 - 21 de abril de 1986) fue un destacado poeta, escritor, periodista y docente argentino perteneciente al Grupo Boedo.

## Biografía
Gerardo Pisarello nació en Saladas, Corrientes el 7 de septiembre de 1898.
Durante sus primeros años vivió en la casona familiar en la casona cerca de Laguna Guazú, que posteriormente inspiró su libro Las lagunas. Se recibió de maestro en la ciudad de Corrientes, siendo su primera asignación la escuela rural de Paraje Anguá, cerca del río Santa Lucía, lugar influyó en el cuento “La rinconada”.
Se radicó en Buenos Aires para estudiar la carrera de abogacía en la Universidad de Buenos Aires, donde actuó en el movimiento estudiantil, llegando a ser secretario de las revistas Revista Jurídica y Ciencias Sociales.
Integró el Grupo Boedo, junto a escritores como Roberto Mariani, Leónidas Barletta, Elías Castelnuovo, Enrique Amorim, Lorenzo Stanchina y Álvaro Yunque. Pisarello fue difundido y valorado internacionalmente, aunque resultó uno de los menos difundidos del grupo dentro de Argentina. Alcanzó una gran difusión en España, Alemania, Bulgaria y Rusia.
En 1947 fue cesado como docente por pertenecer al partido Comunista. Dos años después le restituyeron el cargo, pero Pisarello se negó a reasumirlo porque no se había sido reincorporado a diecinueve personas más que estaban en la misma situación. 
Trabajó para las revistas El Lector y Nueva Gaceta.
En 1963-1964 fue convocado por a formar parte del jurado de la Casa de las Américas de Cuba. Fue consejero literario a Juan Gelman, Juan Carlos Portantiero, Fernando "Pino" Solanas, Andrés Rivera y Jorge Sábato. En las décadas de 1960 y 1970, su casa fue sede de una de las peñas más importantes de la intelectualidad de la izquierda progresista en Argentina, los días domingo.
Su obra refleja la vida cotidiana del correntino de tierra adentro. Cristina Iglesia escribe en el prólogo de la reedición de Che Retá: 

«[...] personajes anónimos, marginados, grises... Historia circular, cerrada de un pueblo provinciano. A través de tres generaciones.. [en los que] los únicos cambios se producen a nivel de conductas individuales y son el resultado de dolorosos procesos interiores.»

## Obra
- La mano en la tierra (poemas en prosa, 1939)
- Che retá (imágenes y recuerdos de Saladas, 1946; reeditada en 2006)
- Pan Curuica (cuentos, 1956; reeditada en 2006)
- La espera (1961)
- Las lagunas (1965)
- La poca gente (1972)
- En la memoria de los años (1972)

## Memoria
Un museo de su pueblo natal está dedicado a él y lleva su nombre. La Cámara de Diputados de la Nación declaró como Año Pisarelliano el período comprendido entre el 23 de mayo de 2005 y el 23 de mayo de 2006.

## Relaciones familiares
Su primo Ángel Pisarello (1916-1976) fue un destacado político detenido-desaparecido en 1976. Su sobrino segundo Gerardo Pisarello Prados, nacido en Argentina en 1970 y exiliado en España en 1976, es un destacado político español en Cataluña.